# Anua purpurascens
Anua purpurascens är en fjärilsart som beskrevs av Embrik Strand 1913. Anua purpurascens ingår i släktet Anua och familjen nattflyn. Inga underarter finns listade i Catalogue of Life.